# Rouffiac-d'Aude
Rouffiac-d'Aude är en kommun i departementet Aude i regionen Occitanien  i södra Frankrike. Kommunen ligger  i kantonen Montréal som ligger i arrondissementet Carcassonne. År 2022 hade Rouffiac-d'Aude 493 invånare.

## Befolkningsutveckling
Antalet invånare i kommunen Rouffiac-d'Aude
Referens: INSEE